# Băneasa (Giurgiu)
Băneasa è un comune della Romania di 5 277 abitanti, ubicato nel distretto di Giurgiu, nella regione storica della Muntenia.
Il comune è formato dall'unione di 4 villaggi: Băneasa, Frasinu, Pietrele, Sfântu Gheorghe.